# Thượng thực
Thượng thực (tiếng Trung: 尚食) là một bộ phim truyền hình cổ trang Trung Quốc do Vương Uy và Bạch Vân Mặc làm đạo diễn, với sự tham gia của các diễn viên Hứa Khải, Ngô Cẩn Ngôn, Vương Chu Nhiên, Vương Nhất Triết, Trương Nam, Hà Phụng Thiên, Vương Sở Nhiên và Hà Thụy Hiền. Bộ phim kể về câu chuyện tình cảm và đầy cảm hứng của Diêu Tử Khâm, một cô gái được chọn làm cung nữ của cục Thượng Thực trong thời Minh Thành Đế của triều đại nhà Minh. Phim được phát sóng độc quyền trên ứng dụng MangoTV vào ngày 22 tháng 2 năm 2022.
Tại Việt Nam, bộ phim được mua bản quyền và phát sóng trên các ứng dụng Netflix, FPT Play, VieOn,... dưới định dạng lồng tiếng Việt.

## Nội dung phim
Lấy bối cảnh năm Vĩnh Lạc thứ 19, triều Minh, hoàng đế tổ chức cuộc tuyển chọn các cung nữ có tài nấu nướng vào cung Thượng Thực để phụ trách công việc nấu ăn cho hoàng đế. Diêu Tử Khâm (Ngô Cẩn Ngôn) được chọn làm cung nữ của cung Thượng Thực nhưng lại là người vô tư vô lo, làm gì cũng qua loa đại khái.
Cho đến khi nàng quen biết Lạc Tinh Kiều và thiên tài ẩm thực Tô Nguyệt Hoa (Vương Sở Nhiên), cùng với 2 người bạn tốt này, Diêu Tử Khâm đã bắt đầu tìm được niềm yêu thích và cảm hứng với ẩm thực, cùng nhau sáng tạo ra các món ăn mới lạ độc đáo. Cùng với đó là mối tình đẹp, đầy cảm xúc giữa nàng cung nữ Diêu Tử Khâm và hoàng tử Chu Chiêm Cơ (Hứa Khải), từ đó khắc họa bức tranh về đời sống văn hóa thời Minh đầy ắp tình cảm gia đình, tình bạn, tình yêu và tình người bền chặt.

## Diễn viên
Diễn viên chính
- Ngô Cẩn Ngôn trong vai Diêu Tử Khâm: Cô là nhân vật khiến người ta bật cười khi thành thật nói cô bắt buộc phải vào cung, nếu không sẽ bị cha ép lấy chồng. Tính cách của Tử Khâm tuy hiền lành, thông minh, tinh thông sách vở nhưng không thích luồn cúi. Nàng từng bước từ một cung nữ thấp hèn trở thành người có địa vị cao nhất của Cung Thượng Thực, sau trở thành mẫu nghi thiên hạ.
- Hứa Khải trong vai Chu Chiêm Cơ: Hoàng thái tôn Chu Chiêm Cơ là cháu trai của Hoàng đế Vĩnh Lạc, con của Thái tử Chu Cao Sí. Là người quang minh chính trực, thấu hiểu đạo lý, sau này lập Diêu Tử Khâm làm phi tần rồi đưa nàng lên ngôi Hoàng hậu.
- Vương Sở Nhiên trong vai Tô Nguyệt Hoa: Cô xuất thân từ một gia đình đầu bếp nổi tiếng, cô đã bị mẹ mình bỏ rơi từ khi còn nhỏ. Trải qua một vài biến cố, Tô Nguyệt Hoa ôm lòng thù hận và đứng về phía đối lập với mẹ mình, cùng một phe với Hồ Thượng Thực.
- Vương Nhất Triết trong vai Du Nhất Phàm: anh là một cẩm y vệ văn võ song toàn, vì được lòng hoàng đế mà tỏ ra ngạo mạn, chuyện bếp núc cũng muốn quản. Du Nhất Phàm có lối hành xử hống hách tàn nhẫn, nhưng chàng lại đem lòng yêu cô cung nữ Diêu Tử Khâm ngay từ cái nhìn đầu tiên. Đáng tiếc Du Nhất Phàm chỉ có thể trơ mắt nhìn nàng lên xe hoa với người khác.
- Trương Nam trong vai Cung Nhượng Chương Hoàng hậu: Bà là hoàng hậu đầu tiên của Minh Tuyên Tông Chu Chiêm Cơ, bản tính đoan chính, phong thái trang nghiêm. Bà không có con trai, chỉ sinh được hai vị công chúa, không được sủng ái. Minh Tuyên Tông đã ra lệnh cho bà từ chức ngôi vị Hoàng Hậu vì bà không có con trai và bị bệnh nặng. Bà bị phế truất và trở thành một nữ tu Đạo giáo trong cung điện Trường An.
- Hà Thụy Hiền trong vai Ân Tử Bình: Xuất thân thành thị, chủ trương tiết kiệm, quan điểm của cô là lấy nguyên liệu rẻ nhất để làm ra món ăn no bụng. Ân Tử Bình muốn thăng lên nữ quan nhưng lại "học dốt", ăn nói tùy tiện hàm hồ, bao phen được Diêu Tử Khâm cứu mạng.
- Vương Diễm vai Mạnh Tử Vân (Mạnh Thượng thực): là người đứng đầu Cung Thượng Thực, phía dưới còn có 4 tư thiện làm nhiệm vụ tư vấn. Lúc xưa bà bị đồn đại là tư thông với người quyền quý, khi bị phát hiện lại cùng nhân tình giết người diệt khẩu, khiến gia đình sống trong tủi hổ nhục nhã. Con gái của bà là Tô Nguyệt Hoa, vì nhiều khúc mắc mà trở thành đối địch. Bà vì con mà bị giáng chức, sau này còn tự nguyệt chặt đứt ngón tay.

Diễn viên phụ
- Luyện Trác Mai trong vai Vương Diệu Thanh: Đầu bếp của cung điện, người được sinh ra với một cái miệng xấu tính, luôn trừng phạt cung nữ nhỏ bằng những thủ đoạn nghiêm khắc nhất, và là giáo viên địa ngục đáng sợ nhất. Trên thực tế, cô biết rõ sự tàn nhẫn của cuộc sống cung đình, và luôn sử dụng các phương pháp của riêng mình để bảo vệ cẩn thận một nhóm cung nữ nhỏ mới vào cung.
- Vu Vinh Quang trong vai Chu Đệ: Thế hệ anh hùng 60 tuổi đã tạo ra một kỷ nguyên Vĩnh Lạc thịnh vượng và ổn định. Luôn luôn sợ chết và giận dữ, thực sự là một người sành ăn cực kỳ yêu thích các thuộc tính ẩn.
- Hồng Kiếm Đào trong vai thái tử Chu Cao Sí: thích ăn uống, mập béo nên không thể cưỡi ngựa, bộ dáng thường xuyên khó coi, lại sợ vợ. Hoàng đế phải ép Thái tử vào khuôn phép và ra lệnh cho Thượng Thực Cung cho Thái tử ăn kiêng.[3]

## Sản xuất
Đội ngũ sáng tạo
Đội ngũ sản xuất của bộ phim vẫn sử dụng dàn diễn viên của hai bộ phim "Diên hi công lược" và "Bên tóc mai không phải hải đường hồng" và mời một đội sản xuất và quay phim chuyên nghiệp để tập trung vào việc quay và trình bày hơn 600 loại thực phẩm Trung Quốc. Tất cả mọi người trong đội ngũ sản xuất đều muốn tạo bộ phim trở thành bộ phim ăn khách trên màn ảnh
Quá trình quay phim
Vào ngày 15 tháng 10 năm 2020, bộ phim được quay ở Thành phố Điện Ảnh và Truyền hình Hoành Điếm, Chiết Giang. Vào ngày 5 tháng 2 năm 2021, bộ phim chính thức hoàn thành quay phim tại Thành phố Điện Ảnh và Truyền hình Hoành Điếm.
Sản xuất
| Các hình thức                 | Công ty sản xuất |
| ----------------------------- | --- |
| Nhà sản xuất                  | Hồ Nam Happy Sunshine Interactive Entertainment Media Co., Ltd. Công ty TNHH Văn hóa Truyền hình và Điện ảnh Dongyang Huanyu Công ty TNHH Truyền thông Văn hóa Điện ảnh và Truyền hình Dongyang Zhihe |
| Hợp đồng                      | Công ty TNHH Văn hóa Truyền hình và Điện ảnh Dongyang Huanyu |
| Đóng phim                     | Công ty TNHH Văn hóa Truyền hình và Điện ảnh Dongyang Huanyu |
| Quyền phổ biến mạng thông tin | Hồ Nam Happy Sunshine Interactive Entertainment Media Co., Ltd. |

## Thông tin phát sóng bộ phim
Vào ngày 19 tháng 2 năm 2022, chương trình đã phát hành phiên bản chân dung nhóm và thông báo rằng nó sẽ được phát sóng vào ngày 22 tháng 2; vào ngày 21 tháng 2, vở kịch đã phát hành một phiên bản dài hơn của bộ phim; vào ngày 22 tháng 2, vở kịch đã được phát hành Áp phích trực quan chính của phiên bản bức tường màu đỏ, áp phích chơi đơn và bộ phim tình cảm ngọt ngào; vào ngày 27 tháng 2, vở kịch đã phát hành một tấm áp phích để kỷ niệm số lượng phát sóng trong 5 ngày của chương trình đã vượt qua con số 400 triệu.

## Nhạc phim
| Tiêu đề     | Lời bài hát | Nhạc sĩ | Ca sĩ            | Ghi chú                 | Giới thiệu |
| ----------- | ----------- | ------- | ---------------- | ----------------------- | ---------- |
| Thượng Thực | Vu Chính    | Lục Hổ  | Lục Hổ           | Bài hát mở đầu của phim | [ 7 ]      |
| Tư Vị       | Vu Chính    | Lục Hổ  | Vương Nhất Triết | Bài hát cuối bộ phim    | [ 8 ]      |

## Đánh giá bộ phim
Thượng Thực vốn từng là một bộ phim rất được khán giả mong đợi khi công bố dàn diễn viên và bắt đầu khai máy, do đây là bộ phim đánh dấu sự tái hợp của cặp đôi "Phó Hằng – Anh Lạc" từng nổi tiếng trong Diên Hi Công Lược, cùng với độ hot lúc bấy giờ của Ngô Cẩn Ngôn và Hứa Khải. Tuy nhiên vì thời gian chờ đợi khá lâu, từ 2020 đến 2022 mới có thể công chiếu nên Thượng Thực đã bị giảm nhiệt khá nhiều và bị khán giả lạnh nhạt bởi nhiều lùm xùm xung quanh bộ phim.

## Giải thưởng và đề cử
| Năm  | Giải thưởng                                                          | Loại                                | Hạng mục đề cử | Kết quả   | Giới thiệu |
| ---- | -------------------------------------------------------------------- | ----------------------------------- | -------------- | --------- | ---------- |
| 2022 | Giải thưởng "Hoa mẫu đơn" của đài truyền hình Chiết Giang lần thứ 32 | Giải phim truyền hình xuất sắc nhất | Thượng thực    | Đoạt giải | [ 10 ]     |